# 野中正造
野中正造（日语：／ Nonaka Masazō，1905年7月25日—2019年1月20日），日本超級人瑞，享壽113歲179天。在2016年10月29日吉田正光因病離世後，野中正造繼任為日本男性最年長者。2018年1月29日，西班牙超級人瑞弗朗西斯科·努涅斯·奧利韋拉過世，野中正造成為在世最長壽的男性。2019年1月20日，在睡夢中去世。

## 生平
1905年7月25日生，是足寄町野中溫泉旅館創始人野中益次郎與喜代所生。從事農作及溫泉兼業。在111歲時與家族居住於溫泉。一天進食三次，也每天閱讀報紙。
關於長壽的秘訣，野中正造對採訪的報社表示是「多虧了溫泉」。

## 長壽紀錄
- 2016年10月29日，日本的最長壽男性吉田正光去世，野中正造成為現時在日本最長壽的男性。
- 2017年8月11日，當時世界最長壽男性伊斯雷爾·克里斯塔爾逝世後，野中正造一度被認為在世最長壽男性。然而後來報導出現西班牙男子弗朗西斯科·努涅斯·奧利韋拉比野中正造更年長，唯當時奧利韋拉的出生證明並未確切證實。
- 2018年1月29日，世界最長壽男性弗朗西斯科·努涅斯·奧利韋拉過世野中正造成為在世最長壽的男性[2]。隨後也確認了奧利韋拉的出生證明[2]。
- 2018年4月10日，獲得金氏世界紀錄認證「全球最長壽男性」[5]。
- 2018年7月25日，野中正造度過113歲生日，是繼木村次郎右衛門之後，時隔8年第一位達成此年齡的日本人男性。

## 延伸閱讀
- 获验证的最长寿者列表